# Claude Buchon
Claude Buchon (ur. 9 lutego 1949 w Saint-Brieuc, zm. 23 czerwca 2024) – francuski kolarz torowy i szosowy, brązowy medalista mistrzostw świata.

## Kariera
Największy sukces w karierze Claude Buchon osiągnął w 1969 roku, kiedy wspólnie z Danielem Rébillardem, Bernardem Darmetem i René Grignonem zdobył brązowy medal w drużynowym wyścigu na dochodzenie podczas torowych mistrzostw świata w Antwerpii. Był to jedyny medal wywalczony przez Buchona na międzynarodowej imprezie tej rangi. W 1976 roku wystartował na igrzyskach olimpijskich w Montrealu, gdzie razem z kolegami z reprezentacji zajął dwudziestą pozycję w drużynowej jeździe na czas.